# El nostre últim estiu a Escòcia
El nostre últim estiu a Escòcia (títol original en anglès: What we did on our holiday) és una comèdia dramàtica britànica del 2014, escrita i dirigida per Andy Hamilton i Guy Jenkin, protagonitzada per Rosamund Pike, David Tennant i Billy Connolly, produïda per BBC Films. Pel·lícula estrenada a les sales en versió doblada en català i versió original amb subtítols en català el 29 de maig de 2015.

## Argument
En Doug (David Tennant) i l'Abi (Rosamund Pike) se'n van amb els seus tres fills cap a les terres altes d'Escòcia a una trobada familiar on es retrobaran amb en Gordie (Billy Connolly), pare d'en Doug que pateix una greu malaltia. Els malentesos i les dificultats de convivència de la parella es veuran interromputs per un esdeveniment inesperat arran d'una excursió al llac de l'avi amb els nets que provocarà un fort impacte i deixar de banda les diferències familiars.

## Repartiment
- Rosamund Pike: Abi
- David Tennant: Doug
- Billy Connolly: Gordie
- Ben Miller: Gavin
- Emilia Jones: Lottie
- Bobby Smalldridge: Mickey
- Harriet Turnbull: Jess
- Amelia Bullmore: Margaret
- Annette Crosbie: Doreen
- Celia Imrie: Agnes
- Ralph Riach: Jimmy
- Alexia Barlier: Françoise
- Jake D'Arcy: Smokey

## Producció
La pel·lícula es va filmar l'estiu de l'any 2013 a Glasgow i a les terres altes d'Escòcia. Va suposar el debut en el cinema del duet format per Andy Hamilton i Guy Jenkin, guionistes i realitzadors televisius de comèdia.
Els tres germans McLeod, interpretats per Emilia Jones, Bobby Smalldridge i Harriet Turnbull centren alguns dels millors moments del film amb simpàtiques i impredictibles posades en escena amb el segell dels directors.
La pel·lícula va rebre valoracions positives dels crítics, qualificant la pel·lícula d'enginyosa i ben elaborada obtenint una qualificació del 73% a l'agregador Rotten Tomatoes, sobre un total de 52 anàlisis i a un 70% de l'audiència els va agradar.

## Premis i nominacions
- London Critics Circle Film Awards
  - Premi Millor actriu britànica de l'any: Rosamund Pike
- BAFTA Scotland
  - Nominacions: millor actor per David Tennant i millor llargmetratge